# Países Baixos e as armas de destruição em massa
Embora os Países Baixos não tenham armas de destruição em massa próprias, o país participa de acordos nucleares de partilha da OTAN e trens entregam as armas nucleares dos Estados Unidos, ou seja, o pais tem armas de destruição em massa feito por outros países.
Os Países Baixos são também um dos produtores de componentes que podem ser usados para a criação de agentes mortais, armas químicas e outros tipos de armas de destruição em massa. Várias empresas neerlandeses, desde os Estados Unidos, Israel e Paquistão, com componentes para essas armas.
Os Países Baixos ratificaram o Protocolo de Genebra em 31 de outubro de 1930. Além disso ratificou a Convenção sobre as Armas Biológicas em 10 de abril de 1972 e a Convenção sobre as Armas Químicas em 30 de junho de 1995.

## Estados Unidos-OTAN e as armas nucleares que compartilham
Os Países Baixos ratificaram o Tratado de Não Proliferação Nuclear (TNP), em 2 de maio de 1975.
Entre as décadas de 1960 e de 1990, os Países Baixos tomaram parte em implementações da OTAN com granadas de artilharia nucleares para os seus obuses autopropulsados e unidades de artilharia de mísseis. Estas granadas de 8 polegadas e ogivas Honest John e mais tarde mísseis Lance foram guardados nos estoques especiais de munições em 't Harde e Havelterberg. Atualmente não estão mais em funcionando.
Até 2006 as aeronaves P-3 Orion e seus antecessores os P-2 Neptune da Marinha Real Neerlandesa, com base na antiga base aérea de Valkenburg perto de Leida e Curaçao, no Caribe foram atribuídos a Marinha dos Estados Unidos Bombas de Profundidade Nuclear (NDB) para uso na guerra antissubmarino. Estas armas foram originalmente o Mark 101 Lulu originando 11 kt, e uma substituição posterior do Mk-57 (também referido como o B57).
Os NDB foram armazenados sob guarda da Marinha dos Estados Unidos na RAF St Mawgan, Cornualha, Reino Unido, com 60 armas semelhantes armazenados lá para aeronaves da RAF Shackleton e Nimrod. Os acordos de armazenamento foram acordados entre o primeiro-ministro britânico Harold Wilson, e o presidente Johnson, em 1965, em um memorando secreto agora desclassificados nos arquivos do Reino Unido.
Até 2008 a USAF ainda oferecia 22 bombas nucleares táticas B61 para uso pelos Países Baixos sob o acordo de repartição de armas nucleares da OTAN. Estas armas são armazenados na Base Aérea de Volkel e em tempos de guerra, podem ser entregues pela Força Aérea Real Neerlandesa por caças F-16. O Governo neerlandês nunca formalmente admitiu ou negou a presença destas armas, mas os ex-primeiros-ministros Dries van Agt e Ruud Lubbers ambos reconheceram a sua presença em 2013.
Muitos países acreditam que esta viola os artigos I e II do TNP, onde os Países Baixos se comprometeram:
"... não receber a transferência de qualquer cedente que seja de armas nucleares ou outros engenhos explosivos nucleares, ou de controle sobre tais armas ou artefatos explosivos diretamente, ou indiretamente, ... ou de outra forma adquirir armas nucleares ou outros dispositivos nucleares explosivos ...".
Os Estados Unidos insistem que suas forças controlam as armas e que nenhuma transferência das bombas ou controle sobre eles nucleares se destina "a menos que e até que uma decisão foi feita para ir à guerra, em que o tratado [TNP] não seria mais o controle", de modo não há violação do TNP.

## Produção neerlandesa de armas químicas e precursores químicos
Juntamente com outras empresas do Reino Unido, França, Alemanha, Estados Unidos, Bélgica, Espanha, Índia e Brasil, as empresas neerlandesas desde o Iraque com os produtos químicos utilizados como precursores para a produção de armas químicas para usar contra o Irã na Guerra Irã-Iraque.
2.000 iranianos que sofreram com a guerra química durante a Guerra Irã-Iraque (1980-1988) apresentaram uma acusação, há alguns anos ao tribunal de Teerã contra 9 empresas que tinham fornecido esses produtos químicos a Saddam Hussein. 455 empresas americanas e europeias, forneceram ajuda ao Iraque durante a guerra com o Irã e dois terços das empresas eram alemães. As Nações Unidas publicaram um relatório de 12.000 páginas sobre o conflito e chamou todo o conjunto de empresas envolvidas.

## Experimentos com gás venenoso
Em 20 de fevereiro de 2008 foi revelado que os Países Baixos tinham realizado experimentos de guerra química com gás nervoso no início de 1950. Estes experimentos foram realizados pela organização TNO, a pedido do Departamento de Defesa. Que consistiu na utilização de sarin, tabun, soman, e um gás francês modificado chamado Stof X (Substância X), que era mais venenoso do que sarin. Os experimentos foram realizados em animais na vila de Harskamp e na ilha Vlieland no perímetro de bombardeamento em Vliehors. Depois de 1956, havia apenas experimentos realizados em conjunto com a França e a Bélgica, no deserto da Argélia, que utilizou 6 kg de Stof X. A razão por trás dessas experiências foi o medo de um ataque por parte da União Soviética.